# Eileen Chang
Eileen Chang (chiń. upr. 张爱玲; chiń. trad. 張愛玲; pinyin Zhāng Ailíng, ur. 1920, zm. 1995) – chińska pisarka, autorka powieści, opowiadań i scenariuszy filmowych.

## Życiorys
Eileen Chang studiowała literaturę na uniwersytecie w Hongkongu. Już jej pierwsze książki cieszyły się dużą popularnością. W 1955 roku wyjechała do Stanów Zjednoczonych, gdzie osiadła i tworzyła do śmierci.